# Ōkami
Az Ōkami (大神, ’Nagy Isten’) akció-kalandjáték, melyet a Clover Studios fejlesztett és a Capcom adott ki. A Sony PlayStation 2 konzoljára jelent meg 2006-ban Japánban és Észak-Amerikában, valamint 2007-ben Európában és Ausztráliában. Bár a fejlesztőstúdiót néhány hónappal a játék megjelenése után bezárták, készült egy Wii port a Tose, Ready at Dawn és a Capcom fejlesztésében; ezt Észak-Amerikában 2008 áprilisában, Európában 2008 júniusában, Japánban 2009 októberében dobták piacra.
A játék több mítoszt és legendát vegyítve a japán klasszikus történelem egy meg nem határozott időszakában játszódik, amiben Amateraszu, a sintó napistennő farkas formáját öltve megmenti Nippont (Japán játékbeli megfelelőjét). A játék egyik fő jellegzetessége a sumi-e stílusú cel-shading animáció, valamint, hogy a kontroller segítségével a játékos belerajzolhat a világba, és ezzel különböző módokon hathat is rá.
Az Ókami a PlayStation 3 megjelenése előtt a legutolsó, PlayStation 2-re kiadott játék volt. Bár kevés példányt adtak el belőle, a kritikusok körében nagy sikert aratott, és 2006-ban elnyerte az IGN Év játéka díját. A Wii verzió is hasonló véleményeket kapott, annak ellenére, hogy a mozgásérzékelős irányítás vegyes fogadtatásban részesült.
Készült egy nagyfelbontású (HD) remake a PlayStation 3-ra  ami már támogatja a PlayStation Move mozgáskontrollert is, illetve 2017-ben a Windows-PC verziót is kiadták. A játék folytatása, a Nintendo DS-en futó Ókamiden Japánban 2010 szeptemberében, Amerikában és Európában pedig 2011 márciusában jelent meg.

## Játékmenet
Az Ókamiban a játékos egy cel-shade technológiával animált, japán tusrajzra (sumi-e) hasonlító környezetben irányítja a főhőst, Amateraszut. A játékmenet vegyíti az akció, platformer, és a puzzle műfajok elemeit, így ennek köszönhetően több kritikus is párhuzamot vont a Legend of Zelda játékokkal. Kamija Hideki, aki maga is nagy Zelda rajongó, elismerte, hogy a játék felépítését többek között ez a sorozat is inspirálta. A történet leginkább lineáris, több mellékküldetéssel és extra tevékenységekkel megtűzdelve, amit a játékos a saját kedve szerinti sorrendben teljesíthet; ezekért, valamint a történet folyamán bizonyos feltételek teljesítéséért Amateraszu "áldást" szerez, amivel bizonyos mennyiség után egy adott tulajdonságát lehet fejleszteni (pl. életpontok vagy tusmennyiség).
A harcok egy elkülönített arénában zajlanak, ahol Amateraszu különböző fegyverek, harci- és ecsettechnikák segítségével győzheti le ellenfeleit. A harc végén pénzt (yent) szerez a játékos, aminek a mennyisége a sebzéstől és a harc idejétől függ. A játék világában ez elkölthető kereskedőknél többek között fegyverekre, gyógyító tárgyakra illetve a játék folytatásához szükséges tárgyakra. Ezeken kívül még dódzsókban is lehet különböző harci technikákat vásárolni.
A játék használ még egy fizetőeszközt, a Démon Agyarakat. Az ezeken vásárolt tárgyak bár nem szükségesek a játék teljesítéséhez, könnyebbé teszik a játékos dolgát.
Amateraszu egyszerre 2 fegyvert használhat, melyeknek három főtípusa a japán császári regáliákon (kard, tükör, ékkő) alapszik.

## Celestial Brush
Az Ókami egyik fő jellegzetessége a Celestial Brush (szó szerinti fordításban: Mennyei Ecset). A játék szünetelésével felhúzható egy "vászon", amire a Dualshock kontroller bal analóg karjának segítségével, WII motion kontrollerrel, a remake-ekben pedig mozgáskontrollerrel vagy egérrel a játékos rajzolhat. Ez a játékmechanika fontos szerepet játszik harcokban, alapvetően szükséges rejtvények megoldásához és ezeken kívül is a játék folyamán bármikor használható; ellenfeleket vagy tárgyakat lehet ketté vágni keresztül húzva egy vonalat rajtuk, összedőlt hidakat lehet megjavítani a hiányzó részek újrarajzolásával, és ezeken kívül még sok más funkciója is van az ecsetnek. A különböző ecsettechnikákat a történet folyamán szerzi meg Amateraszu csillagképek segítségével, akik egy-egy japán mitológia lény-istenséget szimbolizálnak akik gyakran rájuk jellemző képességeket adnak át (tűz gyújtása, szél, villám, vihar, hóvihar, …). A technikák többsége opcionális feladatok teljesítésével továbbfejleszthető, de az alapvető 12 darab ecsettechnika nem kikerülhető, mert a játék végén mindet használni kell a befejezéshez. 
A játékosnak limitált mennyiségű tus áll rendelkezésére, ami idővel újratermelődik, de a különböző fejlesztésekkel ennek ideje is jelentősen rövidíthető.

## Cselekmény
|  | Alább a cselekmény részletei következnek! |

(Az itt használt legtöbb karakternév az amerikai, rövidített változat.)
A játék Nipponban (Japán) játszódik, és a főtörténet előtt 100 évvel játszódó előzmények elbeszélésével indul; egy fehér farkas, Shiranui és egy harcos, Nagi, közösen szálltak szembe a nyolcfejű sárkánnyal, Orocsival, megmenekítve Nagi szerelmét, Namit. Bár a sárkányt végül nem győzik le, de mégis sikerül elzárniuk.
A játék jelenében Nagi leszármazottja, Szuszano nem hisz a legendában, és azt megcáfolandó, kiszabadítja Orocsit, aki elátkozza a vidéket és minden élőből kiszipolyozza az életet. Kamiki falu védelmezője, egy nimfa, Szakuja megidézi a napistennőt, Amateraszut, és arra kéri, szabadítsa meg Nippont az átoktól. Isszunnal, egy vándorló festővel karöltve Amateraszu visszaállítja a vidék eredeti voltát.
Útjuk során többször belefutnak egy titokzatos férfibe, Vakába. Közben Amateraszu több, csillagképekben megbúvó istenségre bukkan, akik neki adományozzák a Mennyei Ecset erejét.
Az istennőnek nemsokára Szuszanóval közösen kell szembeszállnia Orocsival, hogy megmentsék a harcos szerelmét Kusit, újrajátszva a 100 évvel ezelőtti eseményeket. Ezúttal sikerrel járnak, mire a sárkány teteméből egy sötét árny repül észak felé. Amateraszu és Issun a nyomába erednek, ismeretségeket és barátságokat kötve az úton. Közben több démont is legyőznek, amiknek a maradványaiból újabb fekete árnyak emelkednek ki és haladnak északra.
Az árnyak nyomában haladva Amateraszu elérkezik egy csillagokat átszelő hajó Kamui jegébe ragadt maradványaihoz, a Yamato Bárkához. Itt Vaka újból megjelenik, feltárva, hogy ő a rég kipusztult Hold Törzsnek az utolsó élő tagja. A bárkával menekültek Orocsi elől, de azt nem tudták, hogy a hajó mélyén démonok voltak bebörtönözve. Ezek kiszabadultak, megölve mindenkit a hajón, kivéve Vakát; így a hajó a földbe csapódott. Yami, a démonok ura ekkor megfosztja Amateraszut a Mennyei Ecset erejétől, majd harcba száll vele. Isszun ezalatt felfedi társa isteni mivoltát Nippon emberei előtt, akiknek imái által visszanyeri erejét és végleg legyőzi a démonok urát. A győzelmet követően Vakával közösen útra kelnek a bárkával a Mennyei Mezők felé.
A játék befejeztével a teljesített küldetések, a szerzett Yen-ek, illetve számos játékbeli elért eredmény alapján a játékos különféle farkas-megtestesüléseket kap, amiket az újrajátszás során Amateraszu viselhet, és így a játékos karakterének kinézete teljesen megváltozik. 
Az újrajátszás során a játékos megtartja a szerzett képességeit, erejét, pénzét, illetve az eszközeinek és fegyvereinek jelentős részét (de elveszíti azokat a kiegészítőket, amik befolyásolnák a játékmenetet, mint amilyen például a Tűz Táblája), így az újrajátszás során jelentősen könnyebb a mellékküldetések megtalálása, végigjátszása. 

## A név jelentése és utalások
A játék neve valójában egy szójáték. Az "ókami" ugyanis attól függően hogyan írjuk jelenthet farkast (狼), vagy nagy istent (大神). Utóbbi gyakori megnevezése a sintó napistennőnek, Amateraszu Ómikaminak (天照大神); ebből az elgondolásból lett a játék főhőse egy farkas istenség. A külföldi kiadásokban a nevek nagy része rövidítve van (például az Orocsi a Jamata no Orocsi rövidítése), ahelyett, hogy kicserélték volna nyugati nevekre. A japán verzióban Amateraszu beceneve Ammako, amit a külföldi kiadásokban a hasonló jelentéstartalmú Ammy váltja fel.
Az Ókamiban több helyen is van utalás más játékokra, többek között a szintén Clover Studio által fejlesztett Viewtiful Joe szériára. Egy másik példa Mrs. Orange tortakészítő technikája, ami a Street Fighter egyik karakterének, Akumának egy támadásának paródiája.

## Főbb szereplők és neveik átirata
A nevek magyar – eredeti japán név hepburn átirata – eredeti japán név, illetve ahol van a japán név szó szerinti jelentése.
- Amateraszu – Ōkami Amaterasu – 天照
- Isszun – Issun – 一寸 (Egy Nap)
- Szuszano – Susano'o – スサノオ
- Kushi – Kushinada – クシナダ
- Vaka – Ushiwaka – ウシワカ
- Szakuja – Mokusei Sakuya – 木精サクヤ (Szakuja Fa-lélek)
- Himikó királynő – Jo-ō Himiko – 女王卑弥呼
- Takara császár – Takara no Mikado – 宝帝
- Siranui – Shiranui – 白野威 (Hófehér Fenség)
- Nagi – Izanagi – イザナギ
- Orocsi – Yamata no Orochi – ヤマタノオロチ
- Rao – Tsuzurao – ツヅラオ
- Kilencfarkú – Kyūbi – キュウビ (Kilenc Farok)
- Jami – Tokoyami no Sumeragi – 常闇ノ皇 (Az Örök Sötétség Ura)
- Oki – Okikurumi – オキクルミ
- Ida – Ida-ten – イダテン
- Tama – Tamaya – タマヤ
- Kaguja – Kaguya-hime – かぐや姫 (Sugárzó Éj Hercegnője)

## Zene
Az Ókami zenéit a tradicionális japán népzene ihlette. Az utolsó, stáblista alatt felcsendülő dalt (Reset) Hirahara Ajaka adja elő. A Capcom csak Japánban kiadott egy 5 cédés albumot a játékban fellelhető összes zenével. Az európai és amerikai verziókban a játék befejezése után a menüből lehet ezt meghallgatni. A 2007-es BAFTA Video Game Awards-on az Ókami zenéje elnyerte a legjobb videójátékzenének járó díjat.
A Suleputer szintén kiadott egy lemezt 2007. március 30-án, amin a játék zenéit zongorára dolgozták át. Az ezen található 10 számot Macuura Mika hangszerelte és adta elő.

## Fordítás
- Ez a szócikk részben vagy egészben a Okami című angol Wikipédia-szócikk fordításán alapul.  Az eredeti cikk szerkesztőit annak laptörténete sorolja fel. Ez a jelzés csupán a megfogalmazás eredetét és a szerzői jogokat jelzi, nem szolgál a cikkben szereplő információk forrásmegjelöléseként.